# فرودگاه ایوانوف یوژنی
فرودگاه ایوانوف یوژنی (به روسی: Аэропорт Южный) فرودگاهی عمومی واقع در ایوانوفو در کشور روسیه است.

## شرکت‌های هواپیمایی و مقصدهای پروازی
| شرکت‌های هواپیمایی | مقصدهای پروازی                        |
| ----------------- | ------------------------------------- |
| Nordavia          | فصلی: سیمفروپول (آغاز از ۳ ژوئن ۲۰۱۷) |
| RusLine           | دوموده‌دوو، پالکوو                     |